# Hnutí Jen anglicky

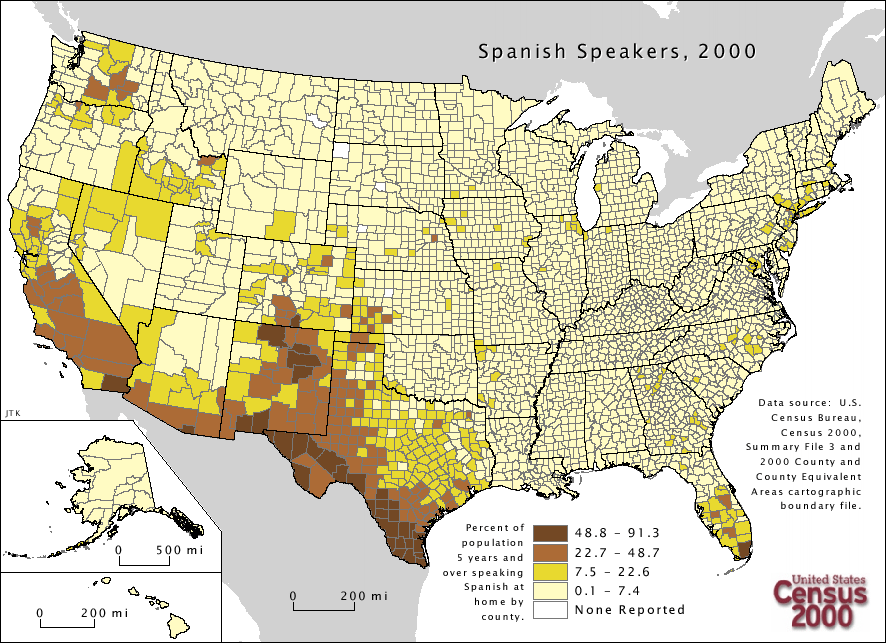
Španělskojazyční mluvčí ve Spojených státech v roce 2000

Hnutí Jen anglicky (anglicky English-only movement) známé též jako hnutí Úřední angličtina (anglicky Official English movement) je politické hnutí ve Spojených státech amerických. Jeho cílem je zavést ve Spojených státech angličtinu jako úřední jazyk. Hnutí má kořeny v 19. století, kdy vzniklo v odpovědi na územní expanzi Spojených států a zisk území, na kterých žilo jiné než anglickojazyčné obyvatelstvo. V dobách první světové války mělo podobu odporu proti používání němčiny. V současnosti je toto hnutí motivováno zejména snahou zastavit rychlé šíření španělštiny ve Spojených státech a hrozící přeměnu Spojených států ve dvoujazyčnou zemi.